# زيروكس ألتو
زيروكس ألتو هو أول جهاز حاسوب مصمم من البداية لدعم نظام تشغيل قائم على واجهة مستخدم رسومية (GUI)، باستخدام استعارة سطح المكتب لاحقا. تم تقديم الآلات الأولى في 1 مارس 1973، قبل عقد من توفر ماكينات واجهة المستخدم الرسومية في السوق الشامل.
يتم احتواء ألتو في خزانة صغيرة نسبيًا ويستخدم وحدة معالجة مركزية مخصصة (CPU) مبنية من عدة دوائر متكاملة SSI وMSI. كل آلة تكلف عشرات الآلاف من الدولارات على الرغم من وضعها كجهاز حاسوب شخصي. تم بناء أعداد صغيرة فقط في البداية، ولكن بحلول أواخر السبعينيات، كان هناك حوالي 1000 مستخدم في مختبرات زيروكس المختلفة، وحوالي 500 في عدة جامعات. كان إجمالي الإنتاج حوالي 2000 نظام.
أصبح ألتو معروفًا جيدًا في وادي السيليكون وأصبح يُنظر إلى واجهة المستخدم الرسومية بشكل متزايد على أنها مستقبل الحوسبة. في عام 1979، رتب ستيف جوبز زيارة إلى زيروكس بارك، حيث سيتلقى موظفو أبل عروضًا توضيحية لتقنية زيروكس في مقابل قدرة زيروكس على شراء خيارات الأسهم في أبل. بعد زيارتين لرؤية ألتو، استخدم مهندسو أبل المفاهيم لتقديم أنظمة أبل ليزا وماكنتوش.
قامت زيروكس في النهاية بتسويق نسخة معدلة بشكل كبير من مفاهيم ألتو باسم زيروكس ستار، والتي تم تقديمها لأول مرة في عام 1981. تكلف نظام مكتب كامل بما في ذلك العديد من محطات العمل والتخزين وطابعة ليزر ما يصل إلى 100000 دولار، ومثل ألتو، كان لدى ستارك القليل من المباشر تأثيرا على السوق.